# Ли Инин
Ли Инин (кит. 厉以宁; 22 ноября 1930 — 27 февраля 2023) — китайский учёный экономист, профессор Пекинского университета, основатель и декан Школы менеджмента Гуанхуа. Ли считается одним из авторов теоретической основы для рыночно-ориентированной реформы, которая способствовала экономическому росту Китая.
Ли Инин подверг критике методы проведения рыночных реформ в СССР и странах Восточной Европы, утверждая, что они недооценивали важность вопросов собственности. Его идеи сыграли значительную роль в формировании китайской модели фондового рынка.

## Биография
Ли Инин родился 22 ноября 1930 года в Нанкине, провинция Цзянсу, однако считается уроженцем своего родного города Ичжэн согласно китайскому обычаю. Воспитывался Ли Инин в Шанхае и провинции Хунань. В 1951 году поступил на экономический факультет Пекинского университета, где учился у известных экономистов Чэнь Дайсуня и Ло Чжиру, а после окончания учебы в 1955 году был принят преподавателем на кафедру экономики. Два года спустя, когда Мао Цзэдун начал кампанию против правых, Ли Инина объявили «правым», а во времена Культурной революции (1966—1976 годы) он вновь подвергся преследованиям за свои взгляды и был сослан в деревню, где шесть лет занимался физическим трудом.
После политической реабилитации в 1978 году Ли Инин стал активным сторонником начинающейся политики экономических реформ Дэн Сяопина. Он настаивал на том, что первым шагом реформы должно стать введение системы акционерной собственности через приватизацию государственных компаний. Однако преобладающим мнением среди реформаторов было сначала ослабление контроля над ценами. Ли Инин утверждал, что реформа собственности приведет к ответственности за прибыли и убытки и создаст движущую силу для развития, тогда как реформа цен создаст лишь конкурентную среду для компаний. За эту теорию он получил прозвище «Господин Фондовый Рынок Ли». Несмотря на поддержку Юй Гуаньюаня и Донг Фурена, позиция Ли встретила сильное сопротивление консерваторов и поставила его в сложное положение: в 1983 и 1984 годах его идеи были атакованы как духовное загрязнение, и он не мог публиковать свои статьи, а в начале 1987 года он снова подвергся критике в ходе кампании против буржуазной либерализации.
Теория Ли Инина была оправдана в 1988 году, когда преждевременная либерализация цен привела к серьезной инфляции и социальной нестабильности, угрожавшей всему процессу реформ. В начале 1990-х годов центральное правительство Китая внедрило систему акционерного капитала, которую предлагал Ли. Шанхайская и Шэньчжэньская фондовые биржи были созданы в 1990 году, и многие государственные компании стали публичными. Экономическая теория Ли считается важным вкладом в поразительный экономический рост Китая. В 2004 году Ли был удостоен премии Академии Азиатской культурной премии Фукуока от японского города Фукуока, а в 2009 году — премии за инновации в экономической теории от правительства Китая.
Ли Инин провел всю свою академическую карьеру в своем родном университете — Пекинском университете. Несколько лет он занимал должность декана Школы управления Гуанхуа, бизнес-школы университета, а позже стал профессором и почетным деканом этой школы. В конце 1980-х и начале 1990-х годов он был научным руководителем диссертации Ли Кэцяна и консультантом магистерской работы Ли Юаньчао. Вместе они написали книгу «Стратегический выбор процветания» (走向繁荣的战略选择). В 2013 году Ли Кэцян стал премьер-министром Китая, а Ли Юаньчао — вице-президентом страны. Среди других учеников Ли Инина — Лу Хао, губернатор провинции Хэйлунцзян и бывший заместитель мэра Пекина, Мэн Сяосу, генеральный директор Китайской группы по развитию недвижимости, и Гун Фансюн, генеральный директор отделения банка JPMorgan Chase в Китае.